# عبيد الله بن الجلاب
أبو القاسم بن الجلاب، صاحب كتاب «التفريع»، قيل اسمه: عبيد الله بن الحسين بن الحسن، وسماه القاضي عياض: محمد بن الحسين، وسماه الشيخ أبو إسحاق في «طبقات الفقهاء» عبد الرحمن بن عبيد الله.
تفقه بالقاضي أبي بكر الأبهري، وله مصنف كبير في مسائل الخلاف، وكان أفقه المالكية في زمانه بعد الأبهري، وما خلف ببغداد في المذهب مثله، مات كهلًا في آخر سنة 378 هـ.